# Ậ
Ậ, ậ – litera rozszerzonego alfabetu łacińskiego, powstała poprzez połączenie litery A z cyrkumfleksem i kropką. Wykorzystywana jest w języku wietnamskim. Oznacza dźwięk [ə˨˩ˀ], tj. szwę, wymawianą z tonem nặng (krótkim, lekko opadającym, glottalizowanym).

## Kodowanie
| Znak                   | Ậ                                                    | Ậ                                                    | ậ                                                  | ậ                                                  |
| ---------------------- | ---------------------------------------------------- | ---------------------------------------------------- | -------------------------------------------------- | -------------------------------------------------- |
| Nazwa w Unikodzie      | Latin Capital Letter a with circumflex and Dot Below | Latin Capital Letter a with circumflex and Dot Below | Latin Small Letter a with circumflex and Dot Below | Latin Small Letter a with circumflex and Dot Below |
| Kodowanie              | dziesiątkowo                                         | szesnastkowo                                         | dziesiątkowo                                       | szesnastkowo                                       |
| Unicode                | 7852                                                 | U+1EAC                                               | 7853                                               | U+1EAD                                             |
| UTF-8                  | 225 186 172                                          | e1 ba ac                                             | 225 186 173                                        | e1 ba ad                                           |
| Odwołania znakowe SGML | &#7852;                                              | &#x1EAC;                                             | &#7853;                                            | &#x1EAD;                                           |